# Пијаца краљице Викторије
Пијаца краљице Викторије (такође позната као Краљица Викторија, а на локалном нивоу као '"Вик-Пијаца"') је симбол Мелбурна, у Аустралији, и са око седам хектара (17 ари) - највећа је отворена пијаца у Јужној хемисфери. Пијаца је значајна за културу и баштину Мелбурна. Пијаца је добила име по краљици Викторији, која је управљала Британијом од 1837 до 1901 године.
Пијаца краљице Викторије- једина преживела пијаца из 19. века у Централном пословном делу Мелбурна. Постојале су три велике пијаце у центру Мелбурна, али две од њих, и Источна пијаца и Западна пијаца, обе отворене пре Краљице Викторије, затворене су 1960-их година. Оне су такође важан део очуване збирке Пијаце Викторија, која обухвата унутрашњу приградску Прахран пијацу и Југ Мелбурн пијацу.

## Историја
Од свог оснивања у 1878. години,пијаца краљице Викторије имала је  живу и разноврсну историју. Првобитно је била гробље, сточна пијаца и велепродаја воћа и поврћа. Сваки од ових периода има своју блиставу историју.

### Пре пијаце
Западна пијаца је била прва званична пијаца поврћа и воћа у Мелбурну, створена само 6 година након насељавања. На крају, велепродаја воћа, трајала је деведесет година,ограничена пијацом, Колинс и Вилијамс улицом и Флиндерс-Лејн усред центра града.
Даљи развој и проширење Мелбурна на исток довело је до стварања Источне пијаце. Много популарнија него Западна пијаца, Источна пијаца је била много посећенија широм народа. Њен раст временом и популарност у јавности је довела до пада Западне пијаце.

### Израда Доње пијаце
Доња пијаца (Сала деликатеса,сала меса и рибе и Х и И бараке) је основана 1857. године као пијаца поврћа и воћа због гужве и закрчености на Источној пијаци. Међутим, локација је оспорена због близине старог мелбурнског гробља. Он није био популаран међу продавцима, који су одбили да користе тај простор. Као резултат тога простор је постао пијаца стоке и сена(пијаца меса Reserve)до 1867. године, када је сала меса изграђена на углу Елизабетине и Викторијине улице. Иако је кратко време била велепродаја меса,ова зграда је најзад постала малопродаја и кланица меса и рибе.
У години свог званичног оснивања, пијаца се проширила на велепродају и малопродају поврћа и воћа, што је подстакло експанзију Г, Х,И и Ј барака.Х и И бараке се још увек налазе на својим местима, међутим, Г барака је уклоњена, како би се изградио утоваришни теснац за салу меса и Ј бараку која је касније изгорела и замењена је јавним паркингом.
Продавнице у Елизабетиној улици су изграђене 1880. године, након обнављања Елизабетине улице, која је омогућила изградњу познате Сале меса и рибе 1884.године.

### Израда горње пијаце
Горња пијаца, за разлику од Доње пијаце, у почетку није била предвиђена за ту намену. Место ове пијаце је имало многе друге намене, укључујући школе и гимнастичке хале, али је била најпознатија као прво гробље у Мелбурну. Изградња А-Ф бараке почела је 1877. године у Викторијиној улици на крају пијаце,откада је овај део престао да се користи као одсек гробља. Од 1930. године цела Горња пијаца (укључујући и К и Л бараке) је изграђена и проширена све до улице Пил.
Између 1929 и 1930 у Мелбурну је изграђено 60 тезги, које су се налазиле на месту садашњег паркинга,и које су смештале велепродајне посреднике и трговце. Међутим, то је било кратког века, после оптужби за корупцију и утеривање дугова изазвано Краљевском комисијом (1960), које је довело до одлуке да се премести велепродаја у Футскреј 1969. године. Све што је остало данас је један низ продавница у Франклиновој улици.

## Заштита пијаце
Град Мелбурн се 1964. г. залагао за реконструкцију пијаце у 1200 паркинг места, који би постао највећи паркинг у центру града.
Подела на велепродају и малопродају су довели до идеје о реконструкцији пијаце краљице Викторије у тржни центар,пословни и хотелски комплекс 1970-их година. Међутим, неодобравање јавности је то спречило и као резултат пијаца је класификована у Национални фонд. Касније, пијаца и њене зграде су стављене на листу Регистра историјских грађевина. Пијаца Краљице Викторије је опстала до данас као највећа и најбоље очувана пијаца Мелбурна из деветнаестог века.

## Данас
Данас, пијаца је главна туристичка дестинација у Мелбурну, нудећи разно воће и поврће, месо, живину и морске плодове, изузетне и деликатесне производе, као и слатке специјалитете. Такође постоји велики непрехрамбени део пијаце, где се налази разноврстан асортиман одеће, обуће, накита и ручних радова.
Пијаца је такође позната по камиону са врућим крофнама који ради већ више од пола века и постао је део локалне традиције. Познат је по својим крофнама са џемом.
Пијаца ради сваки дан у недељи, осим понедељка и среде.Средом увече у летњим месецима, постоји ноћна пијаца, која нуди ресторане, барове, забавне програме и разноврсне тезге.
У јануару 2010. године, Хералд Сан је пријавио да урбанисти желе да промене пијацу у "гурманско чвориште" применом квалитетних прехрамбених тезги. Градоначелник Роберт Дојл рекао је он добио идеју након посете лондонске пијаце Бороу, који има "бутике" за које осећа да би могли да прораде у Мелбурну.
У мају 2015. године град Мелбурн је у пројекту 2015-2016 из буџета издвојио $80,64 милиона долара за улагања у пијацу краљице Викторије.
12. јуна 2015. године градоначелник Роберт Дојл и министар животне средине Грег Хант су најавили почетак процеса сврставања пијаце у УНЕСКО-ву Светску баштину.
Пијаца краљице Викторије има цвој Твитер налог, и првенствено је коришћен за најаве догађаја који се одигравају, као што су фестивал роштиља у Мелбурну и ноћна пијаца.